# 品田英明
品田 英明（しなだ ひであき、1956年6月12日 - ）は、日本の労働運動家、実業家。味の素労働組合委員長等を経て、味の素AGF代表取締役社長。元日本スープ協会会長。元日本広告審査機構副理事長。

## 人物・経歴
北海道出身。1980年小樽商科大学商学部卒業、味の素入社。11年間味の素労働組合専従者を務め、味の素事件が起きた1997年には味の素労働組合委員長に就任した。
2002年味の素冷凍食品取締役。2004年味の素調味料・食品カンパニーマーケティング本部九州支社長。2006年味の素食品カンパニー加工食品部長。2009年味の素執行役員食品カンパニー東京支社長。2011年味の素食品事業本部家庭用事業部長。
2013年味の素取締役常務執行役員食品事業本部長、J-オイルミルズ社外取締役、東海澱粉社外取締役、日本スープ協会会長、日本食レストラン海外普及推進機構理事、食の安全・安心財団理事、日本外食品卸協会理事、東京広告協会理事、日本プロジェクト産業協議会日本創生委員会委員、日本広告審査機構副理事長。
2015年味の素取締役専務執行役員食品事業本部長。2016年味の素ゼネラルフーヅ代表取締役社長。2017年には味の素ゼネラルフーヅの味の素AGFへの商号変更を行い、味の素AGF代表取締役社長となった。